# Álvaro Véliz
Álvaro Véliz (* 9. Februar 1972 in Santiago de Chile) ist ein chilenischer Sänger.

## Leben
Seine ersten Schritte in seiner musikalischen Laufbahn beging er in Sängerfesten seiner Schule. Im Alter von neun Jahren nahm er an El clan infantil des Fernsehsenders Sábado Gigante teil. Dann begann er für Werbeeinblendungen zu singen.
Im Jahr 1980 entschloss er sich, Musik, mit Schwerpunkt Gitarre, Klavier und Dirigieren an der Universität von Chile zu studieren, in dieser Zeit sang er auch in Pubs und Diskotheken.
Im Jahr 1998 gewann er den Wettbewerb für neue Interpreten des Fernsehprogramms "Sabado Gigante" in Miami. Er beteiligte sich auch an Aufnahmen spanischer Versionen von Songs aus Zeichentrickserien wie Dragon Ball Z, Detektiv Conan und Slam Dunk und dem Titelsong aus dem Film Pokémon.
Mit steigendem Erfolg nahm Alvaro Veliz 2000 am Wohltätigkeits-Event Telethon Chile teil. 2001 wurde er mit dem APES-Preis ausgezeichnet, 2004 für das Best Album of the Year des National Arts Altazor, drei Jahre später mit gewann er diesen Preis mit seinem Album Mía nochmals.
Im Jahr 2005 gewann er den Wettbewerb XLVII Festival Internacional de la Canción de Viña del Mar mit dem Song Hoy vom Musiker Eric Phillips.

## Diskografie
| Jahr | Titel         |
| ---- | ------------- |
| 2000 | Álvaro Véliz  |
| 2003 | Mía           |
| 2009 | Mis canciones |